# Борки (Челябинская область)
Борки — упраздненный посёлок в Копейском городском округе Челябинской области России. На момент упразднения находился в административном подчинении рабочего поселка Октябрьский. Исключён из учётных данных в 1995 году, фактически включен в состав посёлка Октябрьский.

## География
Располагался у дороги от посёлка к шахте «Октябрьская», на расстоянии примерно 0,5 км по прямой к востоку от  окраин посёлка Октябрьский. В настоящее время представляет собой улицу Борки посёлка.

## История
По данным на 1970 год посёлок входил в состав Калачевского сельсовета Копейского горсовета.
Исключен из учётных данных Постановлением Областной Думы Челябинской области от 21 декабря 1995 года № 307.

## Население
| 1970 | 1977 | 1983 |
| ---- | ---- | ---- |
| 71   | ↘66  | ↘62  |